# Robinson (Kansas)
Robinson ist eine City im Brown County im Bundesstaat Kansas in den Vereinigten Staaten.

## Geschichte
Robinson entstand im Jahr 1871 mit dem Bau einer Eisenbahnlinie durch das Gebiet. Benannt wurde die Stadt nach Charles L. Robinson, dem ersten Gouverneur von Kansas. Zuvor war der Ort lokal als Lickskillet bekannt, ein Name, der sich auf die Gepflogenheit eines ansässigen Trappers bezog, schmutziges Geschirr vom Hund ablecken zu lassen.

## Geographie
Die Stadt liegt am Wolf River. Nach Angaben des United States Census Bureau hat Robinson eine Gesamtfläche von 0,62 km², ausschließlich Landfläche.

## Bildung
Die Stadt gehört zum USD 415 Hiawatha School District.
Die frühere Robinson High School wurde durch die Zusammenlegung der Schulbezirke geschlossen. Ihr Maskottchen war das Cardinal.

## Persönlichkeiten
- James Floyd Breeding (1901–1977), Abgeordneter im Repräsentantenhaus der Vereinigten Staaten für Kansas
- Martin E. Trapp (1877–1951), sechster Gouverneur von Oklahoma